# Carnapau
O Carnapau é uma das maiores micaretas do interior do Rio Grande do Norte, realizada em Pau dos Ferros no mês de julho durante três ou quatro dias. Conta com uma estrutura de banheiros, camarotes e foliões, além do trio elétrico, que percorre algumas ruas da cidade, atraindo um público diverso.
Criado em 2001, teve sua primeira edição em 2002 e ocorreu anualmente até 2012, voltando em 2017.  É considerado o sucessor do Micapau, carnaval fora de época realizado apenas uma vez na cidade, em 1996.